# 丸山知一
丸山 知一（まるやま ともかず、1925年2月25日 - ）は、日本の射撃競技（ライフル射撃）選手。陸上自衛隊所属。1956年メルボルンオリンピックに出場。アジア競技大会は2大会に出場し、1958年東京大会では1種目で銅メダルを獲得した。

## 経歴
現在の長野県松本市梓川地区出身。東京機械技術員養成所卒。
1954年アジア競技大会（マニラ）では50mライフル3姿勢、300mライフル3姿勢、50mライフル伏射の3種目に出場
1956年メルボルンオリンピック時点では陸上自衛隊松本駐屯隊所属。スモール・ボア・ライフル伏射およびスモール・ボア・ライフル3姿勢の2種目に出場した。
1958年アジア競技大会（東京）では300mライフル3姿勢に出場し、銅メダルを獲得した。